# Aurica
Aurica (Àurica) è un possibile futuro supercontinente, uno dei quattro congetturati per l'evoluzione della deriva dei continenti, assieme a Pangea Ultima, Amasia e Novopangea.
Un gruppo di studiosi dell'Università di Cambridge, guidati da João C. Duarte, pubblicò nel 2016 sulla rivista Geological Magazine un lavoro in cui speculavano riguardo l'Aurica.

## Formazione
Nell'ipotesi di formazione dell'Aurica, l'Oceano Atlantico e il Pacifico si chiuderebbero, mentre verrebbe alla luce un nuovo oceano. Duarte e colleghi ipotizzano che si formerebbe un nuovo rift al centro dell'Eurasia, dall'India all'Artico, portando alla divisione della massa eurasiatica in due parti, che si allontanerebbero fra loro con la formazione nel mezzo di un nuovo oceano.
L'attuale migrazione dell'Australia e dell'Antartide li portererebbe a collidere con l'Eurasia orientale e con le Americhe, chiudendo il Pacifico, mentre l'Eurasia occidentale e l'Africa entrerebbero in collisione con le Americhe sul lato opposto, portando alla chiusura dell'Atlantico.